# 카베 자헤디
카베 자헤디(영어: Caveh Zahedi 카베이 저헤디[*], 1960년 4월 29일 ~ )는 미국의 영화 감독, 배우, 각본가이다.
워싱턴 D.C.에서 태어났다.

## 영화
- 크립 2 (2017년)
- 밥 딜런 해이츠 미 (2015년)
- 유 어보브 올 (2015년)
- 세이크 앤드 아이 (2012년)
- 에티엔! (2009년)
- RSO (레지스티드 섹스 오펜더) (2008년)
- 나는 섹스 중독자 (2005년)
- 세계의 욕조 속에서 (2001년)
- 보물섬 (1999년)
- 컬러 오브 어 브리스크 앤 리핑 데이 (1996년)
- 시티즌 루스 (1996년)
- 더 이상 라스베가스를 싫어하지 않아 (1994년)
- 리틀 스티프 (1991년)